# Oeger Stein

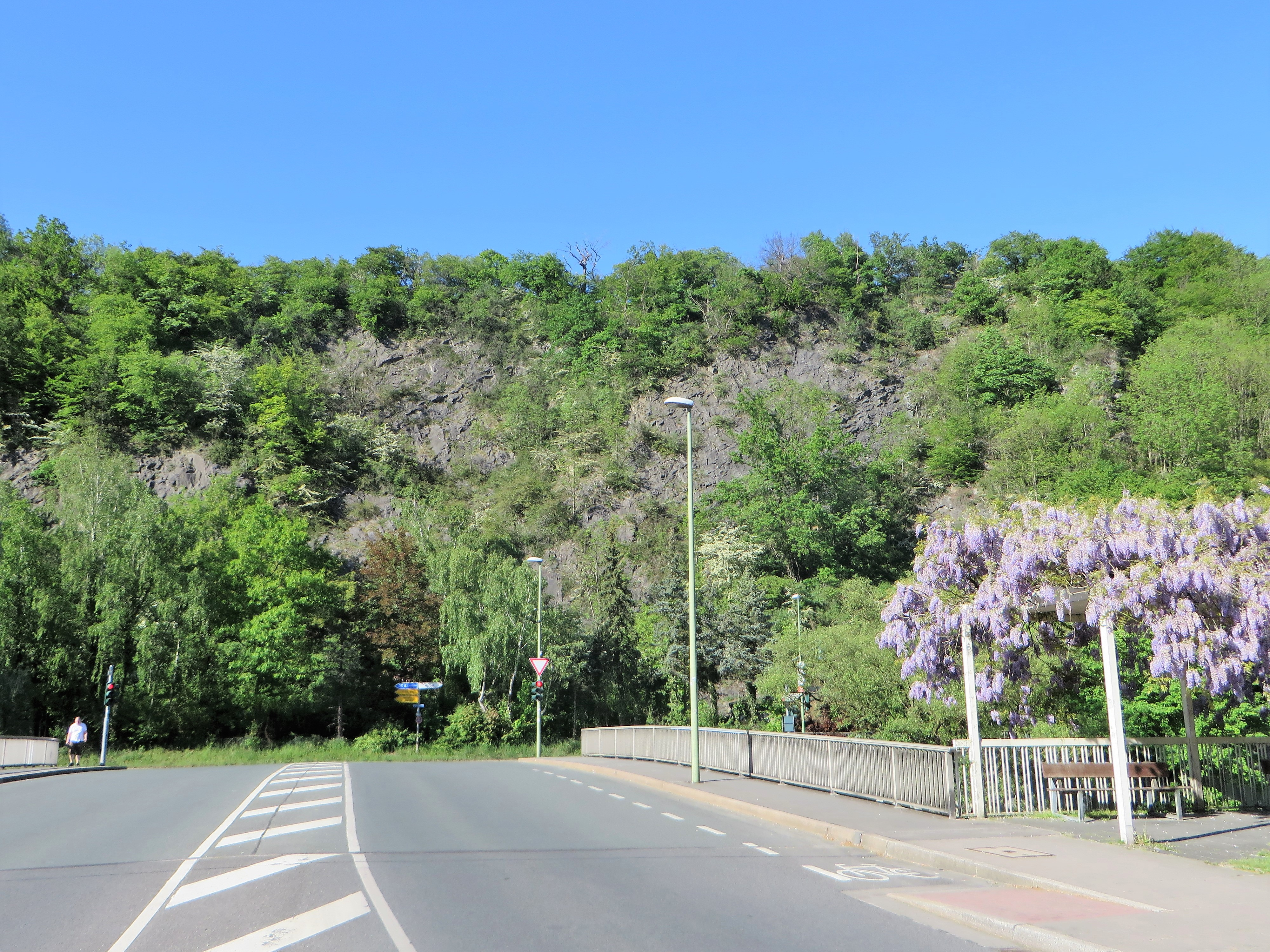
Blick auf den Oeger Stein von der Lenne aus, 2018

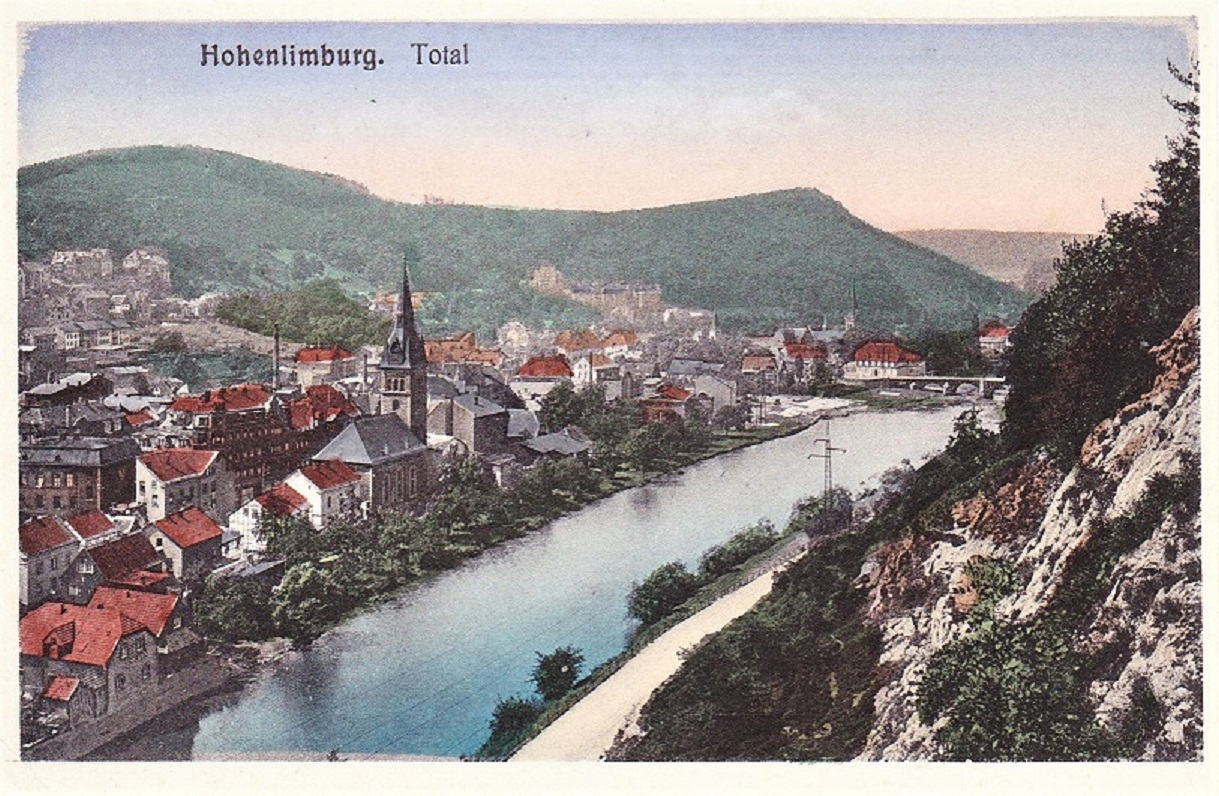
Blick auf Hohenlimburg vom Oeger Stein aus, 1928

Der Oeger Stein, auch als Oeger Klippchen bezeichnet, ist eine Felswand an der Lenne in Elsey westlich von Oege im Hagener Stadtbezirk Hohenlimburg. Er liegt im Naturschutzgebiet Steltenberg. Hinter der Felswand befindet sich der aufgegebene Steinbruch Rolloch I, weiter nordöstlich der Steinbruch Steltenberg. Am Steilhang selbst befindet sich unter anderem die Oeger Höhle (39 m).